# Manalkadu
Manalkadu of Manalkaadu is een dorp in het district Jaffna van de Noordelijke Provincie Sri Lanka. Het ligt aan de noordoostkust van het schiereiland Jaffna. De naam betekent "zandoerwoud" het het Tamil en verwijst naar het grootste duingebied van Sri Lanka, waarop de plaats is gebouwd. In de plaats bevinden zich de ruïnes van de St. Anthonykerk, die werd gebouwd van koraalsteen. Volgens sommigen werd deze kerk al in de 18e eeuw gebouwd door de Nederlanders, volgens anderen pas rond 1900 door de Britten. De kerk werd net als de school van het dorp in de jaren 1950 opgeslokt door oprukkende zandduinen en werd vervolgens herbouwd in het huidige dorp. Ervoor werd een zes meter hoge kopie van het Christusbeeld van Rio de Janeiro geplaatst. Naast de ruïnes van de kerk bevindt zich een begraafplaats met een aantal graven van mensen die omkwamen bij de tsunami van 2004.
Ten zuidwesten van de plaats liggen een aantal stukken bos die aangeplant werden tegen het migrerende duinzand. Iets noordwestelijker ligt het dorp Vallipuram, waar zich een grote hindoetempel bevindt, die gewijd is aan Vishnu.

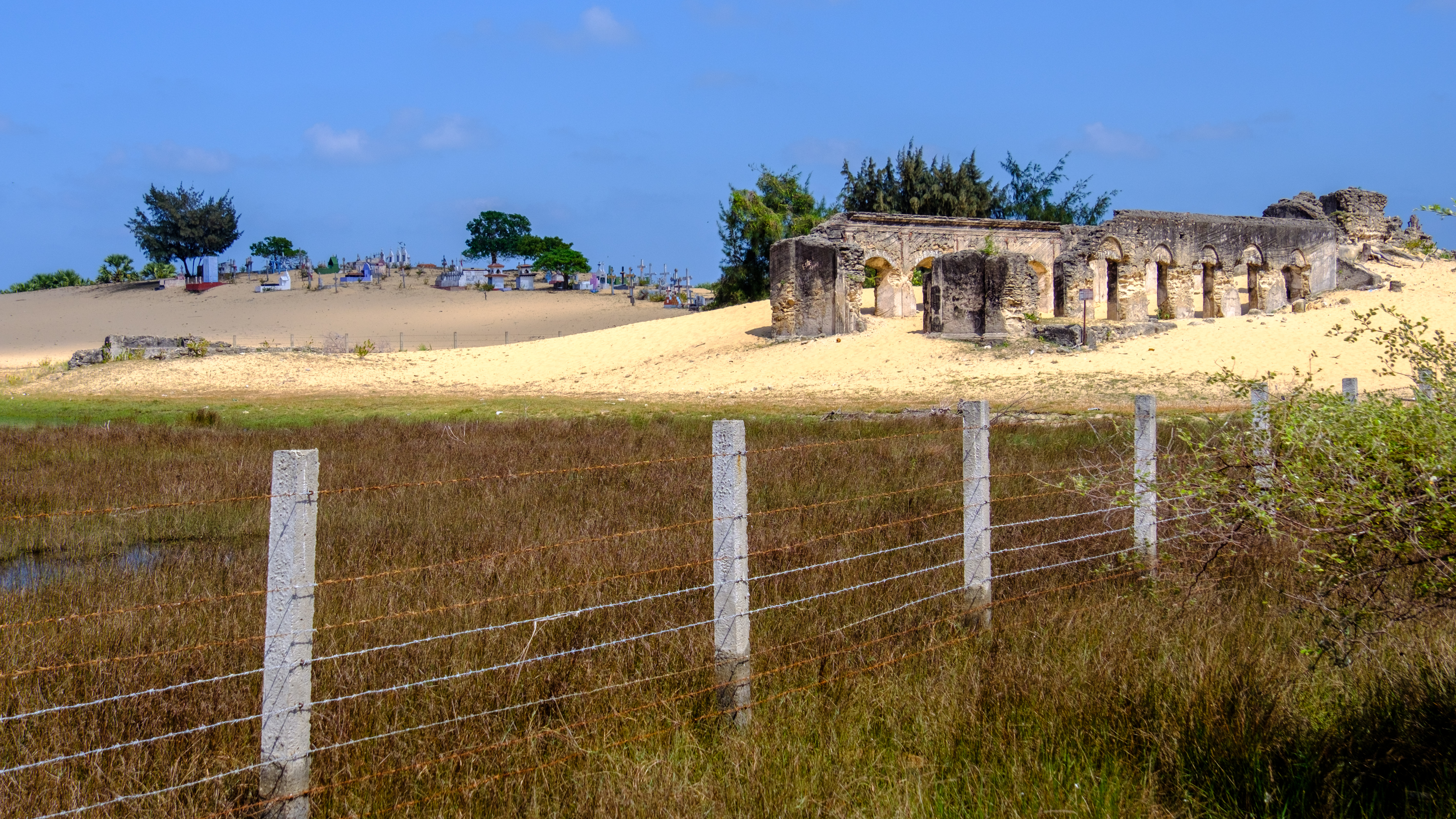
Ruïnes van de door het zand deels verzwolgen St. Anthonykerk met links de begraafplaats
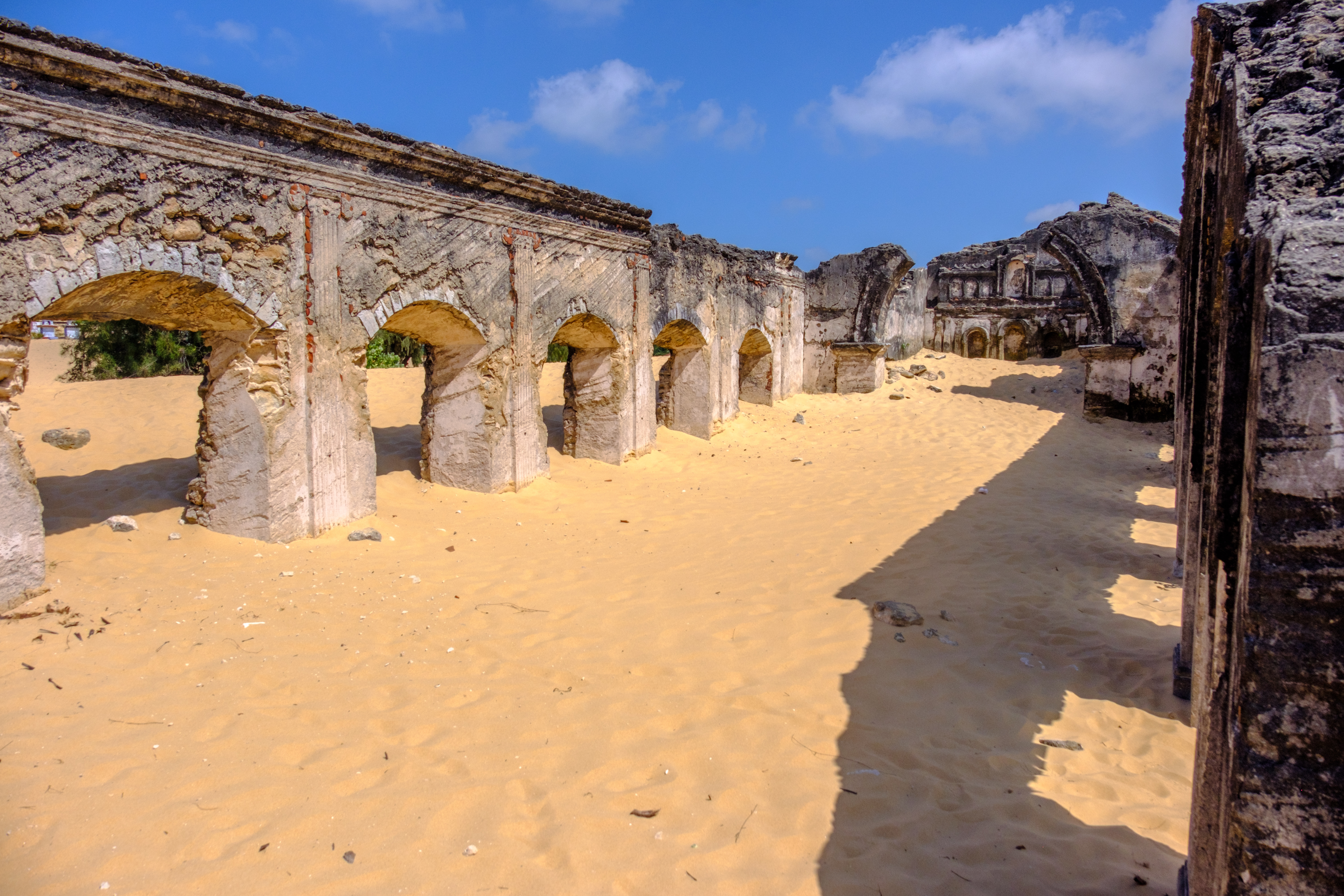
Binnenzijde van de ruïnes van de kerk